# Maria Lock
Maria Lock, född 1805, död 1878, var en aboriginsk landägare. 
Maria Lock föddes vid Richmond Bottoms vid Hawkesbury River som dotter till Yarramundi, "hövdig över Richmondstammen". Den 28 december 1814 placerades hon på Native Institution för undervisning av William och Elizabeth Shelley. Hon beskrivs som en flitig student, och placerades sedan i hushållet hos prästen  Thomas Hassall i Parramatta, där hon fanns vid sitt giftermål 1822 med Dicky (d. 1823), också han medlem av Richmondstammen och en fd klasskamrat. Hon gifte om sig 1824 med den före detta straffången Robert Lock (1800-1854). Det var Australiens första godkända äktenskap mellan en aborigin och en europé. De bosatte sig på en farm på mark tillhörig Native Institution, och anställdes sedan av prästen Robert Cartwright. Mellan 1831 och 1844 förhandlade hon framgångsrikt med myndigheterna om tillgång till mark som tidigare tillhört hennes bror, trots opposition. 